# メガチップス
株式会社メガチップス（英: MegaChips Corporation）は、日本の半導体メーカーである。任天堂のゲーム機向けのシステムLSI（ASIC）やソフトウェアカートリッジ向けマスクROMの供給も行っている。JPX日経中小型株指数の構成銘柄の一つ。

## 沿革
- 1990年4月 - 大阪府吹田市で創業。
- 1994年3月 - Macronix International Co.,Ltd.との間で販売代理店契約締結。
- 1995年3月 - 任天堂株式会社、Macronix International Co.,Ltd.との三者間で任天堂製ゲーム機に使用するゲームソフトウェア格納用LSIに関する製造委託契約締結。
- 1996年
  - 1月 - 大阪府大阪市淀川区宮原に移転。
  - 4月 - 株式の額面金額50,000円を500円に変更するため、株式会社メガチップス（形式上の存続会社）と合併。
- 1998年
  - 8月 - 日本証券業協会（後のジャスダック）に株式を店頭登録。
  - 12月 - 三井物産との合弁でビジュアルコミュニケーション（後のメガチップスシステムソリューションズ）を設立。
- 2000年12月 - 東京証券取引所市場第一部に上場。
- 2004年4月 - メガチップスLSIソリューションズを新設分割し、純粋持株会社に移行。
- 2007年4月 - メガチップスLSIソリューションズとメガチップスシステムソリューションズを吸収合併。純粋持株会社から再度事業会社となる。
- 2012年7月 - 川崎マイクロエレクトロニクスの株式を取得。
- 2013年4月1日 - 川崎マイクロエレクトロニクスと経営統合。
- 2019年1月1日 - システム事業を、豆蔵ホールディングスの子会社であるセンスシングスジャパンへ会社分割の形で譲渡[5][6]。
- 2022年4月 - 東京証券取引所の市場区分変更に伴い、市場第一部からプライム市場に移行。